# Quận 12, Roma
Quận 12 Núi Xanh (tiếng Ý: Municipio XII Monte Verde) là quận hành chính thứ mười hai của thủ đô Roma, Ý. Quận được thành lập vào ngày 11 tháng 3 năm 2013, thay thể Quận 16 cũ.